# Guldklorid
Guldklorid, även kallat auriklorid eller klorguld, bildas genom inverkan av klor vid 200°C på guldpulver i form av en hygroskopisk, gulbrun massa, som löses i vatten och ger en karaktäristisk gulröd färg. 
Indunstas en lösning av guld i kungsvatten, utkristalliseras långa, gula, nålformiga kristaller bestående av en förening av guldklorid med saltsyra och vatten. Detta preparat förs i handeln under benämningen guldklorid. Genom inverkan av olika reducerande ämnen skiljs guldet ut i en sådan lösning som ett ljust, bronsgulbrunt pulver. Vid behandling med polerstål antar detta en metallglans och kan därmed användas som förgyllningsmedel.
En annan förening mellan guld och klor är guldklorur, som dock ej haft någon praktisk användning.